# Kartoua
Kartoua (ou Kartoa) est une localité du Cameroun située dans la commune de Guémé, le département du Mayo-Danay et la Région de l'Extrême-Nord, à proximité de la frontière avec le Tchad.

## Population

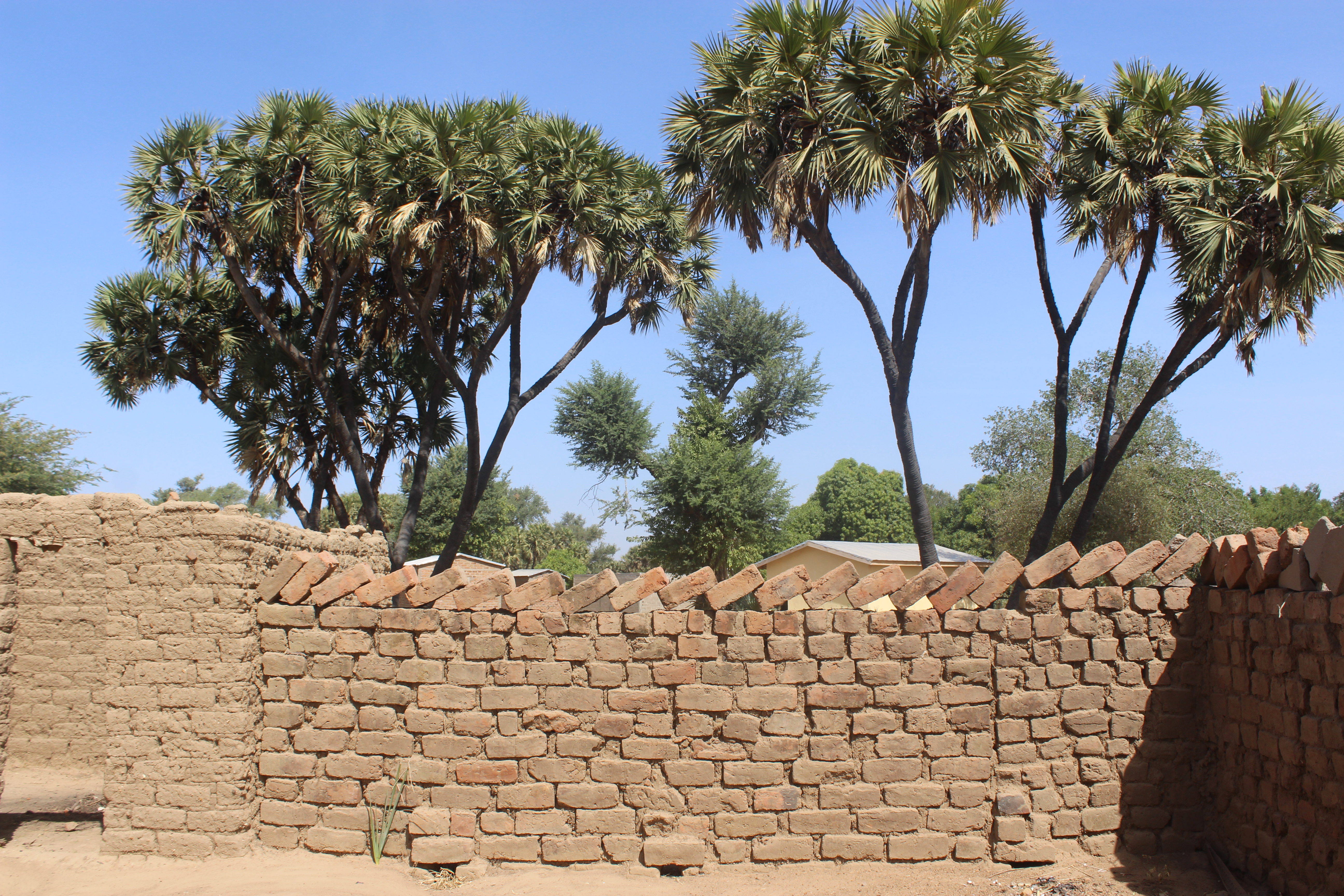
Mur en briques à Kartoua.

En 1967 la localité comptait 1 921 habitants, principalement des Massa.
Lors du recensement de 2005, on y a dénombré 5 841 personnes.

## Infrastructures
Kartoua est doté d'un lycée public général qui accueille des élèves de la 6e à la Terminale.